# Ufo
 For alternative betydninger, se Ufo (flertydig). (Se også artikler, som begynder med Ufo)
En ufo (uofficielt også stavet UFO) eller uidentificeret flyvende objekt er en betegnelse for ethvert flyvende objekt, der ikke umiddelbart kan identificeres eller forklares. Ordet kan bruges i begge grammatiske køn på dansk ("en ufo" eller "et ufo").
På engelsk bruges undertiden benævnelsen UAP (fra de engelske termer "Unidentified Anomalous Phenomena" eller "Unidentified Aerial Phenomena", som kan oversættes til: uidentificerede anomalier eller uidentificerede luftfænomener) synonymt med termen ufo. Således har det historisk, og er fortsat i dag, typisk termen ufo der anvendes, men i nyere tid er termen UAP blevet mere udbredt, særligt internt i den amerikanske regering, da denne term favner bredere end ufo (kan fx også favne uso og lysfænomener).

## Historie
Den populære betegnelse flyvende tallerken stammer fra en meget omtalt hændelse den 24. juni 1947 i delstaten Washington i det nordvestlige USA. Forretningsmanden og privatpiloten Kenneth Arnold var på forretningsrejse i et mindre fly og fløj lavt over bjerget Mount Rainier, da han angiveligt blev fulgt af ni skiveformede luftfartøjer. De bevægede sig i formation med en hastighed på ca. 2000 km/t. Arnolds historie blev ti dage senere underbygget af beretninger fra besætningen på et United Airlines-passagerfly, der observerede mellem fem og ni lignende fartøjer i samme område. Senere på måneden tog en beboer i staten Oklahoma et foto af ni flyvende objekter, som lignede dem, Arnold havde set.

Selvom det amerikanske forsvar hævdede, at Arnold havde set en luftspejling, satte den militære efterretningstjeneste, Army Air Force Intelligence, en stor undersøgelse af ufo-observationer i gang. Sommeren 1947 bød på mange observationer, bl.a. det senere så berømte ufo-styrt i Roswell, New Mexico. Ifølge flere ufo-foreninger har frigivede, hemmelige dokumenter senere vist, at vraget ved Roswell var en nedstyrtet militærballon. Under kodenavnet Mogul forsøgte USA at tage målinger højt oppe i atmosfæren for at finde ud af, om Sovjetunionen prøvesprængte atombomber. Projektet var på grund af Den kolde krig tophemmeligt.
Fra videnskabelig side fornægtes ufoer som fænomen ikke, men teorien om intergalaktiske rumskibe er ikke bevist og anses for endog meget usandsynlig. Ikke desto mindre vedbliver ufoer at fascinere, og en række ufo-organisationer er dannet i forskellige lande; i Danmark har Skandinavisk UFO Information (SUFOI) registreret iagttagelser siden 1957.
Ifølge New York Times blev det hemmelige amerikanske ministerium Advanced Aviation Threat Identification Program oprettet i 2007 på senatsleder Harry Reids opfordring - og senere nedlagt i 2012. Advanced Aviation Threat Identification Program fik ca. 140 millioner kroner årligt til at finde ud om ufoer fandtes, hvordan de fungerede og om de udgjorde en trussel mod USA. Ifølge den tidligere "ufo-chef" Luis Elizondo, blev der samlet et omfattende mængde materiale om ufo-observationer. De fleste penge gik til Robert Bigelows selskab Bigelow Aerospace. På CBS' 60 Minutes har Robert Bigelow sagt, at han er overbevist om at ufoer og rumvæsener findes og har besøgt jorden. I et CNN interview har Luis Elizondo sagt det samme som privatperson, men ikke som regeringsrepræsentant.

## Ufologi
Ufologi er oprindelig en videnskabelig metodik, dvs. indsamling, statistik og søgen efter forklaringer, men ordet bruges nu bredere om al ufo-debat og især ufo-religiøsitet. Ufo-religiøse grupper antager for givet, at ufo'erne er intergalaktiske rumskibe, og at de har et ophøjet budskab til menneskeheden som fx fred, værn om miljøet osv. Sådanne grupper opstår som regel omkring en profet, der hævder at have kontakt med rumvæsenerne, det være sig fysisk kontakt, via tankeoverføring eller gennem kanalisering.
En af ufologiens første og største profeter, amerikaneren George Adamski, hævdede i 1950'erne at have mødt en mand fra Venus, som påbød ham at missionere for stop af atomprøvesprængninger. Enkelte ivrige ufologer mener, at ufonauter fra rummet har besøgt Jorden siden forhistorisk tid.

## Nærkontakt med ufoer
Uo-beretninger bliver ofte delt ind efter graden af nærkontakt. Det var den respekterede amerikanske ufolog J. Allen Hynek der opfandt de forskellige former:
- Nærkontakt af første grad er hvis man ser en ufo, inden for 150 meters afstand.
- Nærkontakt af anden grad er hvis der er tegn på at en ufo kommer, eller at en ufo har efterladt spor.
- Nærkontakt af tredje grad er hvis man ser mystiske væsner ved en ufo. Mange mener at disse væsner er rumvæsner.

Oprindeligt var der kun tre former for nærkontakter med ufoer. Men senere kom der to andre.
- Nærkontakt af fjerde grad er hvis man bliver bortført af de mystiske væsner. (Se også ufobortførelser).
- Nærkontakt af femte grad er hvis man kommer i kontakt med de mystiske væsner.

## Ufo-fænomener som myter
Den danske forsker Mikael Rothstein ser ufo-fænomenet i et religion-historisk, sociologisk og folkloristisk perspektiv og skriver for eksempel:
[...] ufo-rapporter er kulturelle produkter, og derfor kan man sige, at det er menneskets fantasi, håb, drømme frygt eller ønsker, som er det reelle centrum for studiet af ufoer og ufo-fænomenet.

## Ufoer og konspirationsteorier
Der er for få eller ingen kildehenvisninger i dette afsnit, hvilket er et problem. Du kan hjælpe ved at angive troværdige kilder til de påstande, som fremføres.

Da ufo-hændelser per definition er forbundet med et element af uforklarlighed og mystik, bliver der typisk skabt diverse konspirationsteorier på baggrund af sådanne hændelser. Teorierne prøver oftest at skabe en forbindelse mellem de uidentificeret objekter og/eller fænomener og diverse stater/regeringer, hvor teorierne eksempelvis oftest går på, at disse regeringer bevidst tilbageholder information om hændelserne, fordi de ønsker at skjule noget. Selvom mange folk er skeptiske overfor sådanne konspirationsteorier – som oftest ender med at blive modbevist – er der blevet offentliggjort information om flere hemmelige statslige programmer (særligt i USA), der i retrospekt har dokumenteret, at de pågældende stater ikke har været transparente og oprigtige i deres oprindelige kommunikation om ufo-hændelser (fx Project Blue Book). Diverse konspirationsteorierne er således ikke blevet eftervist, omend offentliggørelse af diverse dokumenter har vist, at en vis mistro overfor de oprindelige forklaringer har været berettiget. Ufoer bliver endvidere ofte kædet sammen med rumvæsner, da udenjordisk teknologi potentielt kan være en årsagsforklaring på de ellers uforklarese observationer. Dette har ligeledes givet grobund til flere konspirationsteorier.
Selvom ufo-hændelser ofte er associeret med farverige konspirationsteorier og teorier om rumvæsner, kan de fleste hændelser ofte forklares natur- eller menneskeskabte fænomener. Således kan der eksempelvis være tale om et fly, vejrballoner og andre menneskeskabte fartøjer. Ligeledes kan der være tale om naturfænomener som eksempelvis kuglelyn, himmelfænomener, meteorer, skyformationer. Der kan også være tale om hallucinationer, fejltolkning, fejllæsning af/fra elektroniske instrumenter (radar, infrarød etc.), ligesom der også kan være tale om fri fantasi. Selvom en del af observationerne som ikke umiddelbart lader sig forklare som blot fejlopfattelser. Men om de så nødvendigvis er fartøj fra andre planeter, tidsrejsende eller folk fra andre dimensioner, er dog stadig debatteret. Til trods for at en del af observationerne umiddelbart ikke kan forklares af natur- eller menneskeskabte fænomener, kan disse muligvis forklares af hemmeligholdte militærøvelser, -programmer, -våben eller -fly.

## Ufo-arkiver

### Engelske nationale arkiver åbnes
England har gjort førhen hemmelige arkiver tilgængelige på internettet. Dokumenterne fra det nationale arkiv indeholder informationer om ufo-observationer fra 1986 til 1992 og blev offentligt tilgængelige i oktober 2008.

### Danske arkiver fra Flyvevåbnet åbnet
Flyvevåbnet har offentliggjort deres arkiver om ufoer på internettet.

### Amerikanske videoer frigivet
Efter at tre ufo-videoer har cirkuleret i offentligheden, har USA's forsvarsministerium valgt at frigive dem via www.

### CIA's arkiver frigivet
The Central Intelligence Agency's frigivne ufo-arkiv.

## Ufo-hændelser
- Roswell-hændelsen
- Foo fighter
- Pentagons UFO-videoer
- Battle of Los Angeles
- Varginha-hændelsen
- Phoenix Lights